# Minden (Westfalen)
Minden – stacja kolejowa w Minden, w kraju związkowym Nadrenia Północna-Westfalia, w Niemczech. Stacja została otwarta w 1848. Znajdują się tu 3 perony.